# Външна политика на Босна и Херцеговина
Основна насока във външната политика на Босна и Херцеговина е интеграцията на страната в европейските международни структури.
На 25 януари 2006 г. официално започват техническите преговори на Босна и Херцеговина с ЕС за сключване на Споразумение за стабилизиране и асоцииране (ССА) с Европейския съюз.
В доклада на Европейската комисия за напредъка на Босна и Херцеговина за 2006 г. се дава оценка, че страната не е напреднала достатъчно и не предприема никакви или частични действия да изпълни изискванията на ЕС. Препоръката е, че завършването на преговорите за ССА зависи от по-нататъшния напредък по редица приоритети – преди всичко пълно сътрудничество с Международния наказателен трибунал за бивша Югославия, полицейската реформа и законодателството за обществените медии.
В областта на евро-атлантическото сътрудничество на страната като успехи може да се отбележат: създаването на министерство на отбраната на държавно равнище, завръщането на над 1 милион бежанци, безпроблемното прехвърляне на функциите от SFOR на новата мисия на ЕС - EUFOR, създаването на специална камара за съдене на военнопрестъпници в Държавния съд на Босна и Херцеговина. На 29 ноември 2006 година на срещата си на върха в Рига лидерите на НАТО отправиха покана към Босна и Херцеговина да се присъедини към Програмата „Партньорство за мир“, която се смята за първа стъпка към евентуално членство в Алианса.
Външно-политическите приоритети на Босна и Херцеговина в областта на регионалната политика включват нормализиране и развитие на отношенията с непосредствените съседи и страни от бивша Югославия – Хърватия, Сърбия, Черна гора, а също така и със Словения. Босна и Херцеговина е единствената бивша югорепублика (с изключение на Сърбия), която не признава Косово.
Босна и Херцеговина е член на ООН, ОССЕ, Съвета на Европа, ПСЮИЕ. Босна и Херцеговина и България установяват дипломатически отношения на 15 януари 1992 година, като България е първата държава в света признала независимостта на Босна и Херцеговина. От 1996 година България има посолство в Сараево, а Босна и Херцеговина - посолство в София.